# Спортінг (Прая)
Спортінг Клубе да Прая або просто «Спортінг» Прая (порт. Sporting Clube da Praia) — професіональний кабовердійський футбольний клуб з міста Прая, на острові Сантьягу. Разом з «Академікою» та «Травадорешем» виступає на стадіоні «Ештадіу да Варжеа», який вміщує 8 000 уболівальників. За період незалежності «Спортінг» шість разів ставав переможцем національного чемпіонату, і ще декілька разів вигравав колоніальний чемпіонат. Свій перший титул команда виграла ще у колоніальний період, у 1962 році. Останньою на сьогодні є перемога у фіналі 2006 року. Зараз посаду президента клубу займає Карлуш Даніель Каетану, а тренера — Жаніту Карвалью.
«Спортінг» (Прая) — один з найуспішніших футбольних клубів Кабо-Верде й найуспішніший футбольний клуб на своєму острові. Команда здобула 35 титулів: 13 — національних та 22 — регіональні.

## Історія
Клуб було засновано 2 грудня 1923 року, це найстарший футбольний клуб обох міст та острова загалом і третій найстаріший футбольний клуб країни. Назва клубу, на момент заснування, була ідентичною до назви лісабонського Спортінгу — Спортінг Клубе де Португал та значиться під номером 20 як філія вище вказаного клубу.
Команда виграє три титули поспіль між 2012 та 2014 роком та доводить їх кількість до восьми загалом. Перша перемога в Суперкубку провінції Прая відбулася в 2013 році, а в Кубку провінції Прая — в 2014 році.
Сезон 2005 року в національному чемпіонаті став найрезультативнішим за кількістю забитих м'ячів в історії одного чемпіонату (регулярний чемпіонат — 24 та в плей-офф — 11) — 35. 13 забитих м'ячів (перемога над «Деспортіву Естанкія Байкшу») в одному окремому матчі — один з найкрупніших результатів в історії національного чемпіонату та найрезультативніша перемога в історії клубу.

### У регіональних змаганнях

#### Досягнення Спортінга після розподілу чемпіонату Сантьягу на дві зони
Загалом «Спортінг» має 8 титулів переможця Південної Зони, перший з яких він здобув у 2005 й до 2008 року виграв ще 4 поспіль титули. Також у 2005 році «Спортінг» здобув найбільшу кількість перемог (16), не зазнавши жодної поразки й набрав рекордні 49 очок. Протягом 11 років «Спортінг» тримав рекорд за найбільшою кількістю набраних очок серед острівних чемпіонатів, допоки у 2016 році представник Північної зони чемпіонату острова Сантьягу «Варандінья» (Таррафал) не набрала 63 очки, а клуб «Скорпіунш» (Санта-Круж) не набрав 61 очко, через що на даний час «Спортінг» зі своїми 49-ма очками за цим показником займає почесне третє місце. У період з 2012 по 2014 рік команда завоювала ще два чемпіонські титули, довівши їх загальну кількість до 8-ми. Перший же тріумф у острівному суперкубку відбувся у 2014 році, а в кубку — у 2013 році. Також «Спортінг» тричі (2001, 2003 та 2005) завоював титул переможця відкритого чемпіонату острова.
Бету був тренером першої команди клубу з 2008 по 2012 рік і привів «Спортінг» до найвищого успіху в історії, але не таким чином, як це було в 2005, 2009 та 2011 роках, клуб посів друге місце у чемпіонаті острова Сантьягу (Південь), але тим не менше двічі брав участь у національному чемпіонаті, в той час як інші клуби-учасники потрапляли туди як переможці регіональних чемпіонатів. У 2012 році Жаніту став головним тренером клубу, під його керівництвом «Спортінг» продовжив успішно виступати у регіональному чемпіонаті. З 18 лютого 2012 року по 16 листопада 2013 року тривала 28-матчева безпрограшна серія «Спортінга».

#### Два майже успішні сезони
Після цього Бету знову став головним тренером клубу й сезон 2015 року вже не був таким успішним, як раніше. З 2013 по 2016 роки Паулу Вейга був президентом «Спортінга» й трохи зіпсував виступи команди на початку сезону 2014/15 років, наприкінці листопада 2014 року у регіональному Суперкубку «Спортінг» мав зустрітися з фіналістом острівного кубку, «Тчаденше», оскільки «Спортінг» став переможцем як чемпіонат так і кубок, але матч спочатку було перенесено, а потім й узагалі скасовано.
На посаду головного тренера знову повернувся Жаніту Карвалью і знову, як і минулого сезону, команда не досягла значних успіхів. У новому сезоні 2015/16 років «Спортінг» розпочав чемпіонат на дні турнірної таблиці, але під час чемпіонату вийшли на друге місце й впритул наблизилися до першого, але по завершенні 17-го туру почали серйозно відставати від нього, а після завершення 20-го туру опустилися на третю позицію у турнірній таблиці, проте пізніше повернулися на третє місце, але, в підсумку, втримати цю позицію не змогли й фінішували на третьому місці, набравши 46 очок (13 перемог та 7 нічиїх). «Спортінг» у тому чемпіонаті відзначився 49-ма забитими м'ячами, майже на половину більше, ніж минулого сезону, завдяки чому встановив новий клубний рекорд з результативності у регіональному чемпіонаті. Фінальний матч «Спортінга» на станції номер 7 став одним з найвидовищніших, разом з «Боавіштою» та «Дешпортіву». У наступному сезоні 3-річне президентство Вейги підійшло до завершення. Наприкінці 2016 року Карвалью перейшов до «Академіки да Прая».
У жовтні або листопаді 2016 року Карлуш Даніель Каетану став новим президентом клубу. З 18-го туру команда знову почала виступати успішно, у 14-ти матчах «Спортінг» здобув перемогу, а в 4-ох — зіграв у нічию, при цьому відзначився 21-им голом, за цим показником команда розділила 2-ге місце з «Боавіштою». Мбутінем Сандей став найрезультативнішим гравцем «Спортінга», забивши 11 м'ячів, стільки ж разів відзначився й гравець «Травадореша» Анілтон. Того сезону команда відзначилася 46-ма голами, це набагато більше, ніж минулого сезону, але не змогла перевершити показник 2012 року (47 голів), проте за кількістю набраних очок цей сезон може стати найрезультативнішим з 2005 року, з моменту розширення кількості матчів до 22-ох.

#### Новий шлях до успіху
Починаючи з 7 лютого 2016 року перемогою у матчі проти «Віторії» й аж до 19-го туру регіонального чемпіонату сезону 2016/17 років «Спортінг» продемонстрував 32-матчеву безпрограшну серію, серед інших регіональних чемпіонатів, за цим показником, він поступився лише «Мінделенси», який протягом 2014—2016 років мав безпрограшну серію у 34 поєдинки. Також «Спортінгу» належить тривала виїзна безпрограшна серія з 21 поєдинку у регіональному чемпіонаті, таким чином клуб з Праї перевершив безпрограшну серію «Мінделенси» з Сан-Вісенте, яка складалася з 18 домашніх та 5 виїзних безпрограшних матчів і тривала з 2014 по квітень 2016 року. Проте рекорд «Академіки» (Порту-Нову), з 30-ти безпрограшних матчів у період з 2012 по квітень 2016 року, перевершити не вдалося. «Спортінг» набрав 49 очок, що є клубним рекордом з 2005 року, завдяки цьому він покращив свої шанси стати переможцем регіонального чемпіонату після 20-го туру.

### В національних змаганнях
Вперше «Спортінг да Прая» узяв участь в чемпіонаті за часів колоніальної адміністрації в 1953 році, де він програв клубу Академіка (Мінделу). «Спортінг да Прая» виграв свій перший чемпіонат в 1961 році, здолавши Амарантеш, другий — в 1969 році після перемоги КС Мінделенше і третій — в 1974 році, коли переміг Кастілью (Мінделу) з рахунком 2:1 та здобув перемогу в фіналі колоніального чемпіонату.
«Спортінгу да Прая» вдалося вийти до фіналу в 1977 році і їх перший після Кабо Верде стала незалежною, «Спортінг» забив два м'ячі в одному з двох фінальних матчів, але клуб програв у серії післяматчевих пенальті з рахунком 4:3. «Спортінг» здобуде своє перше чемпіонство, після отримання країною незалежності, у 1985 році після перемоги над Морамбежою з крихітного острову Брава, з рахунком 2:0. «Спортінг» провалив фінал чемпіонату в 1988 році, який став вкрай невдалим, вони програли Мінделенше з рахунками 2:0 та 0:1 відповідно. Їх другий національний титул було здобуто в 1991 році після перемоги над Дешпортіву Рібейра Брава з півночі з рахунком 1:0 у матчі-відповіді. Тільки перемога в цьому матчі дозволила «Спортінгу» стати першим футбольним клубом з Кабо-Верде, який наступного року мав представляти країну в Африканських змаганнях наступного року. «Спортінг» зустрівся з «Мінделенше» знову 1997 року в двоматчевому протистоянні за чемпіонство, обидва матчі завершилися нульовою нічиєю, «Спортінг» виграв післяматчеві пенальті та здобув своє третє чемпіонство.
У сезоні 2002 року переможця визначали не в двоматчевому протистоянні в серії плей-оф, а за найбільшою кількістю набраних очок та забитих м'ячів, тож «Спортінг» переміг з 19-ма очками, 6-ма перемогами і 22-ма забитими м'ячами, команда випередила ФК «Батукуе», забивши на чотири м'ячі більше. 19 набраних очок є найкращим результатом за всю історію Чемпіоншипу, перший етап має максимум чотири або п'ять ігор протягом року, жодний інший клуб не перевищив загальну кількість набраних очок на даний час.
Після того як систему плей-оф було відновлено, в сезоні 2004/05 років, «Спортінг» протистояв ФК «Дербі»: в першому матчі, команда програла з рахунком 4:3 ФК «Дербі» та втратила чемпіонський титул. В сезоні 2006 року клуб переміг команду під назвою  «Академіку ду Аеропорту» з Еспаргуша, на острові Саль, під час півфіналу вони набрали найбільшу кількість очок — шість перед виходом до фіналу та програв у першому матчі, але виграв у другому та завоював титул у сезоні 2005/06 років. Рік по тому, команда завоювала свій другий поспіль титул у сезоні 2006/07 років, а також виграла чемпіоншип південної групи островів. В сезоні 2008 року були протести серед вболівальників після поразки від «Академіки» 23 червня, коли арбітр зустрічі вказав на пенальті після порушення правил одним з гравців «Спортингу». Це викликало затримку в проведенні матчів плей-оф, які мали б відбутися 8 липня, матчі відбулися два дні по тому — 10 липня. Перший матч завершився поразкою з рахунком 1:0, але в другому матчі вже ФК «Дербі» зазнало поразки з рахунком 0:3, «Спортінг» черговий раз переміг в чемпіонаті та здобув свій вже третій титул, «Спортінг» знову отримав право взяти участь в Африканських континентальних змаганнях в сезоні 2009 року. Команда брала участь у розіграші чемпіоншипу 2009 року, де вони зустрілися з Мінделенше, перший матч завершився нульовою нічиєю, але в другому матчі «Спортінг» переміг з рахунком 3:0, перший м'яч забив з пенальті Даріу і, таким чином, клуб вийшов до фіналу. «Спортінг» зустрівся з Академікою з Праї в першому за всю історію проведення турніру протистоянні клубів з острову Сантьягу (Південь) та міста Праї, всі три м'ячі у ворота суперників забив Нуна, це був перший поєдинок, який закінчився з рахунком 2:0 на користь «Спортінгу», а другий — завершився нічиєю 1:1. Таким чином, «Спортінг» став першим та єдиним клубом, який виграв чотири рази поспіль чемпіонський титул. Клуб відмовився брати участь в африканських кубках не лише в 2010 році, а й навіть в 2013 році, коли переживав фінансові проблеми. Сезони 2010 та 2011 років були невдалими для «Спортінгу», вони програли чемпіонство спочатку іншому супернику зі свого ж міста, Боавішті, а потім і Мінделенше з міста Мінделу за загальною різницею забитих та пропущених м'ячів. Їхнім останнім титулом є перемога в чемпіонаті 2012 року, у фінальних поєдинках вони переграли СК «Атлетіку» за сумою двох матчів — перший матч завершився з нічийним рахунком 1:1 (на Сау-Ніколау), а другий — 0:0.
Остання участь клубу в розіграші національного чемпіонату припала на сезон 2014 року, зараз їх останнє досягнення — перемога серед напів-професіоналів, після закінчення 1-го туру в групі А з 13-ма очками, вони зіграли з «Академікою» з острова Фогу в фінальних матчах плей-офф, перший матч завершився з нульовою нічиєю, а другий — поразкою «Спортінга» з рахунком 2:3. Єдиним футболістом, який забив двічі у виїзному за «Спортінга», був Ру. «Спортінг» став рекордсмен за кількістю поспіль зіграних сезонів у національному Чемпіоншипі (з 2005 по 2014 роки).
Також клуб з Праї кваліфікувався для участі у першому розіграші Суперкубку Кабо-Верде як переможець національного чемпіонату 2013 року й протистояв переможцю національного кубку, «Онсе Унідуш», «Спортінг» переграв суперника на Варжеї та завоював цей престижний трофей.

### Виступи в міжнародних африканських клубних турнірах
Їх перша поява в африканських міжнародних змаганнях припала на 1992 рік в Кубку африканських чемпіонів: в першому раунді «Спортінг» переміг «Порт Отаномі» з Дакару, Сенегал, вони не з'являються на матч-відповідь другого раунду, коли поступилися туніському «Клуб Африкен». Їх перша участь у Лізі чемпіонів КАФ відбулася у 2000 році, суперником клубу з Праї в попередньому раунді був «Тампет Мокаф» з Центрально - Африканської Республіки, в якому «Спортінг» зазнав поразки. Їх друга поява в Лізі чемпіонів КАФ припала на 2007 рік проти «Фелло Стар» з Гвінеї та закінчилася з рахунком 1:0 на користь «Спортінга», але клуб відмовився від участі у матчі-відповіді, у зв'язку з тим, що в цей час у Гвінеї відбувалася громадянська війна, тому «Спортінгу» було зараховано технічну поразку з рахунком 0:3, таким чином клуб вилетів з турніру. У наступному році «Спортінг» зустрівся з двома клубами, марокканським ФАР (Рабат) та ангольським «Інтер» (Луанда) в першому раунді, і в 2009 році знову грав проти «ФАР» (Рабат), але програли перший матч з рахунком 0:6 і не пройшли до наступного раунду, після того як набрали одне очко після другого матчу, і це була їх остання поява на турнірах такого рівня. «Спортінг» серед усіх футбольних клубів Кабо-Верде найчастіше брав участь в африканських континентальних клубних турнірах, а саме — 5 разів. Наступною появою клубу з Кабо-Верде в будь-якого виді спорту в африканських континентальних клубних турнірах буде баскетбольна команда «Баїрру Кравейру Лопеш» в сезоні 2015 року. Їх єдина поява в Кубку володарів Кубків КАФ була в 2001 році у попередньому раунді з ФК «Газель» з Чаду і завершилася з рахунком 5:2, другий матч не був зіграний, оскільки один з клубів знявся зі змагань. Подальша їх кваліфікація для участі в африканських континентальних змаганнях є досить запутаною, оскільки в сезоні 2000 року як національний чемпіонат так і національний кубок не відповідав міжнародним вимогам, а саме: чемпіонат мав складатися з двох професіональних дивізіонів, а команди, які посіли в ньому останні місця мали б вибувати до нижчого дивізіону, в той час як переможець другого дивізіону мав би підвищитися у класі. Тому, очевидно, у 2000 році «Спортінг» міг потрапити на міжнародні змагання посівши друге, або навіть третє місце в регіональному чемпіонаті. Варто зазначити, що переможець національного чемпіонату 1999 року, «Амарантеш», не мав професіонального статусу, а віце-чемпіон сезону 2000 року, «Академіка Операрія», не мав достатнього фінансування, щоб змагатися в міжнародному турнірі.
На сьогодні «Спортінг» відзначився 16-ма голами у клубних континентальних змаганнях, найбільше, ніж будь-яка інша кабовердійська команда, у континентальних турнірах, у Лізі чемпіонів клуб відзначився 11-ма голами (також найрезультативніший серед інших кабовердійських команд) та 5-ма голами у Кубку КАФ. Загалом «Спортінг» зіграв у континентальних турнірах 14 матчів, 13 — у Лізі чемпіонів та 1 — Кубку КАФ.

### Інші змагання
Наприкінці жовтня 2016 року «Спортінг» також брав участь у товариському турнірі під назвою Кубок чемпіонів Боавішти (Прая), 30 жовтня він програв фінальний матч.

## Досягнення

### Національні
- Чемпіоншип (Кабо-Верде): 12
  - (До здобуття країною незалежності) 3: 1961, 1969, 1974.
  - (Після здобуття країною незалежності) 9: 1985, 1991, 1997, 2002, 2006, 2007, 2008, 2009, 2012.

### Місцеві
- Місцеві загалом: 17
  - Чемпіонат острова Сантьягу з футболу: 10

1961, 1969, 1974, 1977, 1985, 1988, 1991, 1997, 1998, 2002.
- - Чемпіонат острова Сантьягу (Південь) з футболу: 7

2005, 2006, 2008, 2010, 2012, 2013, 2014
- Кубок Праї: 1

2014
- Суперкубок Праї: 1

2013
- Відкритий чемпіонат Праї з футболу: 3

2001, 2003, 2005.

## Герб клубу
Гербом клубу є зелений щит та казковий лев з футбольним м'ячем з лівого боку від нього, зверху знаходяться ініціали клубу, а повна назва клубу знаходиться внизу. Герб клубу є ідентичним старому гербу португальського Спортінгу. Лісабонський Спортінг можна назвати «батьком» (засновником) клубу «Спортінг да Прая».

## Форма
Спортивна форма складається зі смугастої зелено-білої сорочки з зеленими рукавами та зеленими шкарпетками. Форма ідентична клубу Спортинг (Лісабон).
Його домашня форма має жовтий колір із зеленими смугами на верхніх краях футболки, а також з зелених шортів та шкарпеток.
Їх колишня форма була: зелено (кольору турмаліну)-біла футболка, зелені шкарпетки зі смугами вгорі, чорні шорти для домашніх ігор; пастельно — зелені шорти, зелена футболка та чорні шкарпетки для виїзних матчів. Його пізніша форма: жовта сорочка з зеленими смугами, зелені шорти і шкарпетки для домашніх ігор; біла футболка з чорними шортами і зеленими шкарпетками для виїзних матчів; наполовину біла наполовину чорна футболка з білими шортами, зелені шкарпетки для альтернативної форми, коли інша команда має форму білого кольору. З вересня 2014 по лютий 2017 року виїзна форма клубу була представлена білою футболкою з зеленими рукавами.
| Домашня форма з 2009 по 2010 рік | Виїзна форма з 2009 по 2010 роки | Домашня форма з 2014 року | Виїзна форма з 2014 року | Запасна форма з 2014 року | Виїзна форма з лютого 2016 року |

## Стадіон

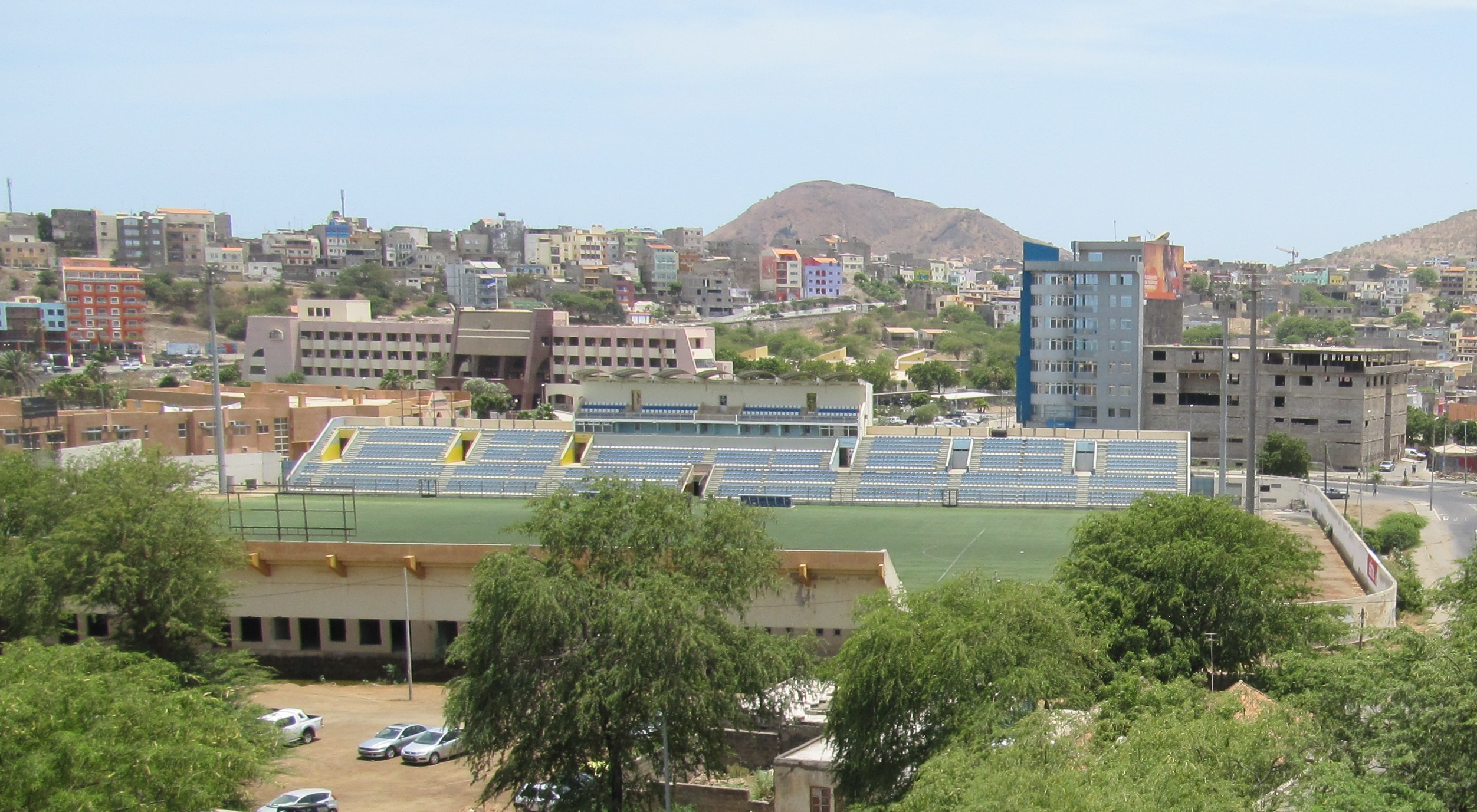
«Ештадіу да Варжеа», домашній стадіон клубу «Спортінг» (Прая)

«Ештадіу да Варжеа» — багатофункціональний стадіон в Праї, Кабо-Верде. Його адреса — Кайша Поштал, 234. Він використовується переважно для проведення футбольних матчів. Стадіон вміщує 8 000 вболівальників. Місця для сидіння на ньому знаходяться у лівій та правій частині стадіону, у західній  його частині знаходиться невеликий пагорб та плато. Стадіон є домашнім для трьох найкращих футбольних клубів Кабо-Верде, а також інших клубів з першого дивізіону Чемпіонату острова Сантьягу (Південь), окрім «Спортінга»: «Травадореша», «Боавішта», «Академіка», «Дешпортіву» та «Віторія».
Клуб також проводить матчі на стадіоні «Комплекшу Деспортіву Адега», який розташований в східній частині міста, він був побудований в 2012 році.

## Фанатський рух
Фанати клубу відомі під назвою «Торсіда Верде Сантьягу» («Зелена гора Сантьягу»). «Торсіда Верде» є головним фанатським угрупованням, яке підтримує клуб «Спортінг да Прая». Назва є ідентичною, як і в фанатського угруповання «батьківського клубу», Спортінга. їх гімни мають назви: «O Nosso Amor», «Não Conhece Distâncias» («Наша любов», «Не знаємо відстаней»). Їх найбільш закляті фанатські суперники — фани КС Мінделенше, яких називають «Laranja Exército» («Помаранчева армія») та фани Академіки (Мінделу), яких називають «Mancha Negra» («Чорна пляма»). У «Торсіда Верде Сантьягу» головним талісманом є лев.

## Принципові протистояння
Найпринциповішим протистояння «Спортінг» має з клубами «Мінделенси», яке має назву «Ларанха Ексерсіту», та «Академіка» (Мінделу), яке має назву «Манша Негра». Остання зустріч між «Спортінгом» та «Академікою» відбулося у фіналі 2007 року. «Академіка» (Мінделу) вилетів до другого дивізіону чемпіонату острова Сан-Вісенті у 2013 році та виступав у ньому до 2014 році. З листопада 2015 року це протистояння припинилося, хоча воно може відродитися починаючи з сезону 2017 року.
Найпринциповішими суперниками «Спортінга» на регіональному рівні є «Боавішта» (Прая), «Травадореш», «Віторія» й «Академіка» (Прая). Протистояння всіх клубів, які представляють Праю, відомі під назвою Дербі Праї. Проте найпринциповішим протистоянням на регіональному рівні у Кабо-Верде вважаються матчі між «Мінделенси» та «Дербі» з Сан-Вісенті.

## Статистика виступів

### Національний рівень

#### Колоніальний період
| Рік  | Фінали   | Клуб       | Результат |
| ---- | -------- | ---------- | --------- |
| 1961 | Перемога | Амарантеш  | Чемпіонат |
| 1969 | Перемога | Мінделенси | Чемпіон   |
| 1974 | 2–1      | Кастілью   | Чемпіон   |

#### Чемпіоншип
| Рік  | Раунд      | Суперник | Результат |
| ---- | ---------- | -------- | --------- |
| 1976 | 1/2 фіналу | Ботафогу | Поразка   |

| Сезон | Ліга | Поз. | Іг. | В | Н | П | ЗМ | ПМ | РМ  | О  | Примітки         | Плей-офф       |
| ----- | ---- | ---- | --- | - | - | - | -- | -- | --- | -- | ---------------- | -------------- |
| 2002  | 1    | 1    | 8   | 6 | 1 | 1 | 22 | 4  | +18 | 19 |                  |                |
| 2005  | 1A   | 1    | 5   | 4 | 1 | 0 | 24 | 2  | +22 | 12 | Вихід в плей-офф | 2-ге місце     |
| 2006  | 1B   | 2    | 5   | 4 | 0 | 1 | 8  | 4  | +4  | 12 | Вихід в плей-офф | Чемпіон        |
| 2007  | 1A   | 1    | 5   | 3 | 1 | 1 | 11 | 1  | +10 | 10 | Вихід в плей-офф | Чемпіон        |
| 2008  | 1A   | 1    | 5   | 4 | 0 | 1 | 15 | 3  | +12 | 12 | Вихід в плей-офф | Чемпіон        |
| 2009  | 1B   | 1    | 5   | 4 | 1 | 0 | 11 | 1  | +7  | 12 | Вихід в плей-офф | Чемпіон        |
| 2010  | 1B   | 2    | 5   | 3 | 2 | 0 | 16 | 6  | +10 | 11 | Вихід в плей-офф | 2-ге місце     |
| 2011  | 1A   | 2    | 5   | 4 | 0 | 1 | 7  | 2  | +5  | 12 | Вихід в плей-офф | 2-ге місце     |
| 2012  | 1A   | 1    | 5   | 3 | 2 | 0 | 15 | 3  | +12 | 11 | Вихід в плей-офф | Чемпіон        |
| 2013  | 1B   | 3    | 5   | 2 | 3 | 0 | 6  | 3  | +3  | 9  | Не пробився      | Не брав участі |
| 2014  | 1A   | 1    | 5   | 4 | 1 | 0 | 7  | 1  | +6  | 13 | Вихід в плей-офф | Півфіналіст    |

### Острівний/Місцевий Чемпіоншип
| Сезон   | Див. | Поз. | Іг. | В  | Н | П | ЗМ | ПМ | РМ  | О  | Кубок      | Примітки                        |
| ------- | ---- | ---- | --- | -- | - | - | -- | -- | --- | -- | ---------- | ------------------------------- |
| 2005-06 | 2    | 1    | -   | -  | - | - | -  | -  | -   | -  |            | Вихід в Чемпіоншип (Кабо-Верде) |
| 2007-08 | 2    | 1    | -   | -  | - | - | -  | -  | -   | -  |            | Вихід в Чемпіоншип (Кабо-Верде) |
| 2009-10 | 2    | 1    | -   | -  | - | - | -  | -  | -   | -  |            | Вихід в Чемпіоншип (Кабо-Верде) |
| 2011-12 | 2    | 1    | 18  | -  | - | - | -  | -  | -   | -  |            | Вихід в Чемпіоншип (Кабо-Верде) |
| 2012-13 | 2    | 1    | 18  | -  | - | - | -  | -  | -   | -  |            | Вихід в Чемпіоншип (Кабо-Верде) |
| 2013-14 | 2    | 1    | 18  | 14 | 2 | 2 | 36 | 9  | +27 | 44 | Переможець | Вихід в Чемпіоншип (Кабо-Верде) |
| 2014-15 | 2    | 2    | 18  | 9  | 7 | 2 | 26 | 14 | +12 | 34 |            |                                 |
| 2015–16 | 2    | 3    | 22  | 13 | 7 | 2 | 49 | 17 | +32 | 46 |            |                                 |

### Історія виступів у турнірах під егідою КАФ
| Сезон | Турнір                     | Раунд            | Клуб            | Вдома | На виїзді | Загальний |
| ----- | -------------------------- | ---------------- | --------------- | ----- | --------- | --------- |
| 1992  | Ліга чемпіонів КАФ         | Попередній раунд | АСК Порт Антоме | 0–0   | 0–0       | 0–0       |
| 1992  | Ліга чемпіонів КАФ         | Перший раунд     | Клуб Африкен    | 0–0   | 1–3       | 1–3       |
| 2000  | Ліга чемпіонів КАФ         | Попередній раунд | Темпет Мокаф    | 2–3   | 0–1       | 2–4       |
| 2001  | Кубок володарів Кубків КАФ | Попередній раунд | ФК «Газель»     | 2–5   | n/d       | 2–5       |
| 2007  | Ліга чемпіонів КАФ         | Попередній раунд | Фелло Стар      | 0–1   | 0–3       | 0–4       |
| 2008  | Ліга чемпіонів КАФ         | Попередній раунд | ФАР Рабат       | 0–3   | 3–0       | 3–3       |
| 2008  | Ліга чемпіонів КАФ         | Перший раунд     | Інтер (Луанда)  | 2–1   | 0–1       | 2–2       |
| 2009  | Ліга чемпіонів КАФ         | Попередній раунд | ФАР Рабат       | 1–6   | 1–0       | 2–6       |

## Деякі статистичні дані
- Найкращий виступ у Африканських континентальних змаганнях: Перший раунд (Ліга чемпіонів КАФ)
- Найкраще місце у кубкових змаганнях: 1-ше (регіональний рівень)
- Найкраще місце у відкритих турнірах: 1-ше
- Виступів у суперкубкових змаганнях: 2 (національний рівень)
- Загальна кількість забитих м'ячів на континентальному рівні: 16
  - Ліга чемпіонів КАФ: 11
  - Кубок володарів кубків КАФ: 5
- Загальна кількість зіграних матчів на континентальному рівні: 14
  - Ліга чемпіонів КАФ: 13
  - Кубок володарів кубків КАФ: 1
- Найбільша кількість забитих м'ячів протягом одного сезону:
  - Національний рівень: 24 (регулярна частина сезону), 11 (плей-оф), загалом: 35, у 2005 році
  - Регіональний рівень: 64, у 2005 році
- Найбільша кількість набраних очок:
  - Національний рівень: 19, у 2002 (національний рекорд, розділений з «Батукуе»)
  - Регіональний рівень: 49, у 2005 - регіональний рекорд, зараз чинний після 19-го туру сезону 2017 року
- Найрезультативніший матч у Національному чемпіонаті: «Спортінг» (Прая) 13:0 «Естансія Байшу», 11 червня 2005 року
- Найбільша кількість пропущених голів за сезон: 14 (національний рівень), 2016

## Склад команди
Станом на 23 лютого 2017
| №  | Поз. | Нац.        | Гравець                            |
| -- | ---- | ----------- | ---------------------------------- |
| 1  | ВР   | Кабо-Верде  | Келві Леві Мораїш Лопеш            |
| 2  | ПЗ   | Кабо-Верде  | Каду Джоні Росенде                 |
| 3  | ЗХ   | Кабо-Верде  | Адмар Бруну Г. Алмейда             |
| 4  | ЗХ   | Кабо-Верде  | (Блессед Андраде) М. Тейшейра      |
| 5  | ЗХ   | Кабо-Верде  | Маджер (Паулу Жорже Горта)         |
| 7  | НП   | Кабо-Верде  | Кілі (Карлуш Мануел де Ліма)       |
| 8  | ПЗ   | Кабо-Верде  | Палу (Пауліну) Араужу              |
| 9  | НП   | Нігерія     | Міке (Мішаель Генрі)               |
| 10 | ПЗ   | Кабо-Верде  | Тігана (Жоау Тігана Робалу)        |
| 11 | НП   | Кабо-Верде  | Нілду (Данілду Ліма Монтейру)      |
| 13 | НП   | Кот-д'Івуар | Гауссу Бакайоко                    |
| 14 | ЗХ   | Кабо-Верде  | Паулу Рікарду Ландім Тавареш       |
| 15 | ВР   | Кабо-Верде  | Пандуру (Ніка Пандуру Лопеш)       |
| 17 | ПЗ   | Кабо-Верде  | Пері (Періандру Еріксон В. Робалу) |

| №  | Поз. | Нац.       | Гравець                         |
| -- | ---- | ---------- | ------------------------------- |
| 20 | ПЗ   | Кабо-Верде | Даріу Філіпе Семеду Пайва       |
| 22 | НП   | Нігерія    | Метью Мбутідем Сандей           |
|    |      | Кабо-Верде | Едмілсон Іоланду Ж. Піреш       |
|    |      | Кабо-Верде | Еріксон Робалу                  |
|    |      | Кабо-Верде | Едмілсон Аугушту Фуртаду Коррея |
|    |      | Кабо-Верде | Келвен Умберту Ф. Феррейра      |
|    |      | Кабо-Верде | Клаудіу Мануел Родрігеш Лубрану |
|    | НП   | Кабо-Верде | Еуклідеш Р. Мендоса             |
|    |      | Кабо-Верде | Аділсон (Маріу Семеду) душ Рейш |
|    |      | Кабо-Верде | Ромеру Дженні Баесса де Барруш  |
|    |      | Кабо-Верде | Луїш Мігел Алмейда              |
|    |      | Кабо-Верде | Адаелсон Лопеш Тавареш          |
|    |      | Кабо-Верде | Арістідеш Алсінду да Моура      |
|    |      | Кабо-Верде | Данілсон да Сільва              |

1. ↑  Не варто плутати з Мішаель Генрі Амаді, який виступає за «Селтік» (Прая)
2. ↑  Також відомий як Аделсон чи Аддлесон

## Відомі гравці
- Бабанку
- Аіреш Маркеш (Алекс) — грав в 2006 - 2009 роках.
- Елвіш Мануел Монтейру Македу (Бабанку)
- Константіну Лопеш Важ (Баллак) — нападник, грав під номером 5 у 2011 році.
- Давідсон Ренату да Круж Коронел (Біжоу) — грав з 2002 по 2004 роки.
- Карлуш Педру Сілва Мораїш (Каю) — грав під номером 11 у 1998 та 2011 роках.
- Даріу Освалду Діаш Фуртаду (Даріу) — півзахисник, грав у 2000 - 2015 роках (№ 30 - у 2011 році та № 23 - у сезоні 2014/15 років).
- Фредсон Жорже Рамуш Тавареш (Фредсон Тавареш або просто Фок)
- Лолоті — приблизно з 2011 по 2015 роки (№ 4 - в сезоні 2011/12 років).
- Магуетте — воротар, грав з 2013 по 2015 роки.
- Луїш Карлуш Альмада Соареш (Платіні)
- Карлуш Ілідіу Гомеш (Пікуїта)
- Жоау Баптішта Робалу
- Вальдер Алвеш Соуту Амаду (Ронні Соуту або просто Ронні)
- Ланікуе душ Сантуш Тавареш (Стопіра)
- Том Тавареш
- Зе ді Тчеча — грав у сезонах 2005 — 2013/14 років, відзначився загалом 14-ма забитими м'ячами в національному чемпіонаті в 2004 році.

## Президенти клубу
| Ім'я                     | Національність | З             | До           |
| ------------------------ | -------------- | ------------- | ------------ |
| Жорже Карлуш Васконселуш |                |               | 1993         |
| Дініш Фонсека            |                | 1995          | 2003         |
| Руї Евора                |                | 2003          | 2013         |
| Паулу Вейга              | Кабо-Верде     | 2013          | жовтень 2016 |
| Карлуш Даніель Каетану   | Кабо-Верде     | з жовтня 2016 |              |

## Тренери клубу
| Ім'я                    | Національність | З             | По           |
| ----------------------- | -------------- | ------------- | ------------ |
| Фелісберту Кардошу-Бету | Кабо-Верде     | 2004          | 2012         |
| Алекс Тейшейра          | Кабо-Верде     | 2012          | 2012         |
| Жаніту Карвалью         | Кабо-Верде     | 2012          | 2014         |
| Фелісберту Кардошу-Бету | Кабо-Верде     | вересень 2014 | жовтень 2015 |
| Жаніту Карвалью         | Кабо-Верде     | жовтень 2015  |              |
| Жаніту Карвалью         | Кабо-Верде     | жовтень 2015  | 2016         |

### Асистенти тренера
| Ім'я       | Національність | З         | До             |
| ---------- | -------------- | --------- | -------------- |
| Пішку      | Кабо-Верде     | у 2008/09 |                |
| Зе Пігуїта | Кабо-Верде     |           | до 2013/14     |
| Діну       | Кабо-Верде     | 2014      | приблизно 2016 |

## Тренери воротарів
- Жоау Монтейра (в 2009)
- Тчабана (до 2013/14)
- Берра (до серпня/вересня 2016)

## Тренерський штаб
Станом на 23 жовтня 2015 року
| Ім'я                      | Посада                      |
| ------------------------- | --------------------------- |
| Паулу Вейга               | Президент                   |
| Жаніту Карвалью           | Менеджер та головний тренер |
| Діну                      | Помічник менеджера          |
| Берра                     | Тренер воротарів            |
| Нельсон/ Ману (з 2013/14) | Начальник команди           |

## Інші клуби
Клуб має також й інші команди: U-11 (тренує Антоніу Карвалью), U-13 (тренує Елтон Дельгаду) та U-15 (тренує колишній гравець «Спортінга» Даріу Фуртаду).

## Назви на честь клубу
На честь клубу було названо дві вулиці в районі Ашада Санту-Антоніу.